# Diasporus ventrimaculatus
Diasporus ventrimaculatus es una especie de anfibios de la familia Eleutherodactylidae. Es endémica del este de Costa Rica. Su rango altitudinal es alrededor de 2550 m s. n. m.. Su hábitat natural son los bosques de encinas y las bromelias.